# Burg Tiardeshusen
Die Burg Tiardeshusen ist eine abgegangene spätmittelalterliche Burg an der Stelle des heutigen Hofes Conhausen in der Gemeinde Schortens im niedersächsischen Landkreis Friesland.

## Geschichte
Die Burg Tiardeshusen wurde wahrscheinlich Thiaddericus Onnena errichtet, der 1306 unter den Redjeven Rüstringens, der damaligen Führungsschicht der friesischen Gaue, genannt wird. Die Burg selbst erscheint in einer Urkunde von 1449 in den Schriftquellen als Sitz des Häuptlings Tiart Hedden. Darin wird berichtet, dass sie 1387 durch Edo Wiemken dem Älteren niedergebrannt worden sei. Wahrscheinlich ist die Burg nicht mehr aufgebaut worden und an ihrer Stelle entstand ein einfacher Bauernhof. 1509 wurde der Hof an Folef Alksen, Häuptling von Innhausen und Knyphausen verkauft. Gegen das Versprechen, der Herrschaft Jever die üblichen Hof- und Kriegsdienste zu leisten, erhielt er 1522 die Erlaubnis zur Anlage eines befestigten Steinhauses. Darauf begann er mit dem Bau des Gebäudes und der Anlage eines tiefen Grabens von sechs bis sieben Metern Breite. Nachdem er sich aber mit der Regentin Maria von Jever überworfen hatte, musste er die Gräben wieder zuschütten und den angefangenen Bau wieder abreißen. Mit dessen Baumaterial wurde darauf ein Bauernhof errichtet. Reste der beiden Burganlagen sind heute nicht mehr vorhanden.